# Blumea fistulosa
Blumea fistulosa là một loài thực vật có hoa trong họ Cúc. Loài này được (Roxb.) Kurz mô tả khoa học đầu tiên năm 1877.